# Ludvig Fischer
Emanuel Friedrich Ludvig Fischer (31 de enero de 1828 , Berna - 21 de mayo de 1907, ibíd.) fue un botánico y profesor suizo.
Era padre del botánico Eduard Fischer (1861-1932), e hijo de Gottlieb Fischer (director de Correos) y de Henrietta von Graffenried. Estudió en Berna farmacia y en Besigheim, Ginebra, donde se licenció en 1852, el examen estatal. Estudió botánica en Jena, Berlín y Zúrich, donde recibió su doctorado en 1852. Luego trabajó siete años como profesor en la Universidad de Berna, hasta que fue nombrado en 1860 director del jardín botánico y profesor asociado. Más recientemente, fue profesor en 1863 y 1897 de botánica.
Se casó en 1860 con Matilde Berri.

## Algunas publicaciones
- 1862. «Verzeichniss der phanerogamen und gefässkryptogamen des Berner-oberlandes und der umgebungen von Thun». 119 pp.

- 1855. «Taschenbuch der Flora von Bern». 139 pp.

- 1854. Uwarowia chrysanthemifolia Bunge: descriptione et icone illustrata. Con Carl Anton Meyer, 156 pp.
- La abreviatura «L.Fisch.» se emplea para indicar a Ludvig Fischer como autoridad en la descripción y clasificación científica de los vegetales.[1]

## Literatura
- Verhandlungen der Schweizer Naturforschenden Gesellschaft 1907. Tomo II, pp. IX-XXIV